# XMPP Standards Foundation

El logotipo de Extensible Messaging and Presence Protocol – protocolo abierto y extensible basado en XMLEl

XMPP Standards Foundation (XSF) es la fundación que se encarga de la estandarización de las extensiones del protocolo XMPP, el estándar abierto de mensajería instantánea con presencia del IETF.

## Historia
Originalmente la XSF se llamaba Jabber Software Foundation (JSF).

## Proceso
Los miembros de la XSF votan la aceptación de nuevos miembros, en el consejo técnico y la junta directiva. Ser miembro de la fundación no es requisito para la publicación, revisión o realización de comentarios sobre los estándares que promulga. La unidad de trabajo en la XSF es la XEP (XMPP Extension Protocol en castellano propuestas de extensiones XMPP); la XEP-0001 especifica el proceso para que las propuestas de extensiones XMPP sean aceptadas por la comunidad la mayoría del trabajo de la XSF se lleva a cabo en la XMPP Extension Discussion List (Lista de discusión de extensiones de la XMPP) y en el chat jdev (xmpp:jabber@conference.jabber.org?join).

## Organización

### Junta directiva
La junta directiva de 2007-2008 está compuesta por:
- Alexander Gnauck (Presidente)
- Jack Moffitt
- Mickaël Rémond

### Consejo
El séptimo consejo XMPP (2007-2008) está compuesto por:
- Peter Saint-Andre (Presidente)
- Ralph Meijer
- Ian Paterson
- Kevin Smith
- Dave Cridland

### Miembros
Actualmente hay 61 miembros electos de la XSF.

#### Miembros eméritos
Los siguientes son miembros eméritos de la XMPP Standards Foundation:
- Ryan Eatmon
- Peter Millard
- Jeremie Miller
- Julian Missig
- Thomas Muldowney
- Dave Smith

## Propuestas de extensiones XMPP
Uno de los resultados más importantes de la XSF es una serie de propuestas de extensiones XMPP.
Algunas propuestas de extensiones XMPP incluyen:
- Data Forms[7]
- Service Discovery[8]
- Multi-User Chat[9]
- Publish-Subscribe[10]
- XHTML-IM[11]
- Entity Capabilities[12]
- Bidirectional-streams Over Synchronous HTTP (BOSH)[13]